# Sénestis
Sénestis è un comune francese di 200 abitanti situato nel dipartimento del Lot e Garonna, nella regione della Nuova Aquitania.

## Società

### Evoluzione demografica
Abitanti censiti